# Conte di Plymouth
Conte di Plymouth è un titolo nobiliare inglese nella Parìa del Regno Unito.

## Storia
Il titolo di conte di Plymouth venne creato nella storia tre volte, due nella parìa d'Inghilterra ed una, l'attuale, nella parìa del Regno Unito.
La prima creazione fu nel 1675 per Charles FitzCharles, figlio illegittimo di Carlo II d'Inghilterra e della sua amante, Catherine Pegge. Quando questi morì senza eredi nel 1680, il titolo si estinse.
La seconda creazione fu nel 1682 in favore di Thomas Hickman-Windsor, VII barone Windsor. La famiglia Windsor discende da sir Andrew Windsor, che combatté con distinzione nella Battaglia di Guinegate del 1513 e per questo divenne cavaliere. Nel 1529 venne chiamato in parlamento come Barone Windsor, di Stanwell nella contea di Buckingham. Suo nipote, Edward, il III barone, combatté nella Battaglia di St Quentin del 1557. Il figlio primogenito di Edward, Frederick, il IV barone, morì senza eredi in giovane età e venne succeduto dal fratello minore, Henry, il V barone. Il figlio di quest'ultimo, Thomas, il VI barone, fu contrammiraglio della Royal Navy. Alla sua morte nel 1641 la baronia venne disputata tra le sue sorelle.
L'abbandono del titolo terminò nel 1660 in favore di suo nipote, Thomas Hickman, il VII barone, il quale era figlio di Elizabeth Windsor e di suo marito, Dixie Hickman, dai quali assunse anche il cognome di Windsor. Windsor prestò servizio come Governatore della Giamaica e come Lord Luogotenente del Worcestershire. Nel 1682 venne creato Conte di Plymouth nella parìa d'Inghilterra. Venne succeduto dal nipote, Other, il II conte, che prestò servizio come Lord Luogotenente del Cheshire, Denbigh e Flint. Suo nipote, Other, il IV conte, fu Lord Luogotenente del Glamorganshire.
Alla morte del figlio quartogenito del IV conte, Other, il VI conte, nel 1833, la baornia e la contea si separarono: la prima passò in disputa tra le sue sorelle lady Maria Windsor, moglie di Arthur Hill, III marchese di Downshire, e lady Harriet Windsor, moglie di Robert Clive, figlio secondogenito di Edward Clive, I conte di Powis (vedi Conte di Powis per la storia della famiglia Clive). Il VI conte venne succeduto nella contea da suo zio, Andrew, il VII conte il quale morì poi senza essersi mai sposato e venne succeduto dal fratello minore, Henry, l'VIII conte. Anche quest'ultimo morì senza eredi nel 1843 e come tale la contea si estinse. La baronia di Windsor rimase invece contesa sino al 1855 quando terminò in favore della già menzionata sorella minore lady Harriet Windsor, che divenne pertanto XIII baronessa. Suo figlio primogenito, Robert morì e venne succeduta poi quindi dal nipote omonimo, Robert, come XIV barone. Questi fu un noto politico conservatore ed ebbe l'incarico di Paymaster-General e First Commissioner of Works.
Nel 1905 la contea di Plymouth venne ripristinata nella terza creazione quando Robert venne creato Visconte Windsor, di St Fagans nella contea di Glamorgan, e Conte di Plymouth, nella contea di Devon. Questi titoli vennero creati nella Parìa del Regno Unito. Il I conte venne succeduto dal suo figlio secondogenito, l'unico sopravvissutogli, Ivor, il II conte, che fu inoltre politico conservatore e prestò servizio come Captain of the Honourable Corps of Gentlemen-at-Arms, Sottosegretario di Stato agli Affari del Dominion, Sottosegretario di Stato per le Colonie e Sottosegretario di Stato per gli Affari Esteri. Attualmente i titoli sono detenuti dal figlio primogenito di Ivan, Other, il III conte, succeduto al padre nel 1943.
La sede di famiglia era Hewell Grange, nel Worcestershire, mentre attualmente è stata spostata a Oakly Park, a Bromfield presso Ludlow, nello Shropshire.
Il nome inusuale di 'Other' portato da alcuni membri di questa famiglia deriva dal leggendario antenato sassone della famiglia, 'Otho' o 'Othere'.

## Conti di Plymouth; I creazione (1675)
- Charles FitzCharles, I conte di Plymouth (1657–1680)

## Baroni Windsor (1529)
- Andrew Windsor, I barone Windsor (1467–1543)
- William Windsor, II barone Windsor (1498–1558)
- Edward Windsor, III barone Windsor (1532–1574)
- Frederick Windsor, IV barone Windsor (1559–1585)
- Henry Windsor, V barone Windsor (1562–1605)
- Thomas Windsor, VI barone Windsor (1591–1642) (disputato)
- Thomas Hickman-Windsor, VII barone Windsor (1627–1687) (disputa terminata nel 1660; creato Conte di Plymouth nel 1682)

## Conti di Plymouth; II creazione (1682)
- Thomas Hickman-Windsor, I conte di Plymouth (1627–1687)
- Other Windsor, II conte di Plymouth (1679–1725)
- Other Windsor, III conte di Plymouth (1707–1732)
- Other Lewis Windsor, IV conte di Plymouth (1731–1771)
- Other Hickman Windsor, V conte di Plymouth (1751–1799)
- Other Archer Windsor, VI conte di Plymouth (1789–1833) (baronia di Windsor disputata nel 1833-1855)
- Andrew Windsor, VII conte di Plymouth (1754–1837), succeduto da suo fratello
- Henry Windsor, VIII conte di Plymouth (1768–1843), contea estinta

## Baroni Windsor (1529)
- Harriet Windsor, XIII baronessa Windsor (1797–1869) (disputa terminata nel 1855)
- Robert George Windsor-Clive, XIV barone Windsor (1857–1923) (creato Conte di Plymouth nel 1905)

## Conti di Plymouth; III creazione (1905)
- Robert George Windsor-Clive, I conte di Plymouth (1857–1923)
  - Other Robert Windsor-Clive, visconte Windsor (1884–1908)
- Ivor Miles Windsor-Clive, II conte di Plymouth (1889–1943)
- Other Robert Ivor Windsor-Clive, III conte di Plymouth (n. 1923)

L'erede apparente è il figlio dell'attuale detentore del titolo, Ivor Edward Other Windsor-Clive, visconte Windsor (n. 1951).